# Армянская железная дорога
Армя́нская желе́зная доро́га (арм. Հայկական երկաթուղի) — система железных дорог, охватывающая 9 из 10 областей Республики Армения, находится под концессионным управлением дочерним ЗАО «Южно-Кавказская железная дорога» (арм. Հարավկովկասյան Երկաթուղի), созданным в Армении ПАО «РЖД».
Существующие пограничные переходы с Турцией и Азербайджаном закрыты. Железнодорожное сообщение осуществляется через территорию Грузии и оттуда паромом через Чёрное море. Поезда дальнего следования курсируют через Араратскую, Армавирскую, Арагацотнскую, Ширакскую, Лорийскую и Тавушскую области.

## История создания
До 1991 года железные дороги Армении управлялись Закавказской железной дорогой. После распада СССР ЗКЖД разделилась на Абхазскую, Армянскую, Азербайджанскую и Грузинскую железные дороги, участок от азербайджано-грузинской границы до станции Беюк-Кясик был передан Азербайджанской железной дороге. К Армянской железной дороге отошли линии, расположенные на территории Армении. Линия, обслуживаемая Азербайджанской железной дорогой к Армянской железной дороге не переходила, так как была закрыта и ликвидирована в ноябре 1989 года в связи с Карабахским конфликтом.
В период 1991 — 2008 годов железнодорожная сеть Армении понесла существенные потери. В сентябре 1993 года в связи с началом турецкой блокады был закрыт пограничный переход Ахурян — Догукапи, а результате чего был законсервирован перегон Гюмри — Ахурян. В 1994 году в результате обвала на перегоне Дилижан — Гош был закрыт участок Дилижан — Иджеван, который было решено не восстанавливать. К 2012 году было окончательно прекращено грузовое движение на участке Какавадзор — Дилижан.
Действующий начальный перегон бывшей линии Раздан — Иджеван используется как подъездной путь к Разданской ТЭС. В 2005 году был закрыт и разобран перегон Ереван — Арабкир, проходящий через центр Еревана, через несколько лет для прокладки проспекта Мясникяна и новой объездной автодороги был разобран перегон Арабкир — Канакер. С началом деятельности ЮКЖД железнодорожная сеть стала постепенно реконструироваться: был восстановлен участок от Канакера до платформы Алмаст. Однако, в феврале 2013 года в связи со списанием всего моторвагонного парка ТЧ-2 Гюмри было закрыто пассажирское сообщение на ветке Гюмри — Пемзашен. В конце 2020 года, после начала работ по демаркации Соткского рудника между марзом Гегаркуник и Кельбаджарским районом Азербайджана появилась угроза закрытия линии Раздан — Сотк, обеспечивающей до этого до 55% грузоотправлений ЮКЖД.

## Передача в концессию РЖД
13 февраля 2008 года в Ереване был подписан концессионный договор о передаче государственного ЗАО «Армянская железная дорога» в управление ЗАО «Южно-Кавказская железная дорога», которое является 100%-ной дочерней компанией ОАО «Российские железные дороги».
По состоянию на 2023 год, в компании работает 4200 человек.

## Деятельность

### Пассажирские поезда дальнего следования
Пассажирские международные поезда дальнего следования представляют собой два поезда: Ереван — Тбилиси и летний поезд Ереван — Батуми.
- Скорый поезд «Армения» № 372/371 Ереван — Тбилиси курсирует круглогодично через день. Поезд состоит из двух спальных вагонов, одного купейного вагона, одного плацкартного вагона, одного общего вагона, одного вагона-ресторана и одного почтового вагона[2][3];
- Скорый поезд № 202/201 Ереван — Батуми курсирует в летнее время, с июня по сентябрь, отправлением и прибытием в Ереван по нечётным[4][5][6].

### Пригородные (внутриреспубликанские) маршруты
По состоянию на 2023 год в Армении курсировали электропоезда на следующих маршрутах:
- Ереван — Гюмри (5 пар);
- Ереван — Гюмри (1 пара, скорый);
- Арагац — Ереван — Аракс (1 пара);
- Ереван — Ерасх (1 пара).

Практически все электропоезда курсируют ежедневно, составы состоят из четырёх, реже трёх вагонов, составы ЭП2Д двухвагонные. С осени 2021 года в таблице расписаний на официальном сайте ЮКЖД выводятся фотографии моделей электропоездов, закреплённых для работы на маршруте каждого поезда. Моторвагонный парк представлен несколькими сборными составами ЭР2 и четырьмя двухвагонными составами типа ЭП2Д, из которых в постоянной работе находятся три (0003, 0166 и 0167), четвёртый (0001) находится в резерве.
На пригородных маршрутах с 2011 года введена трёхзонная система стоимости билетов, до этого действовала российская система разделения на зоны по 10 км. Согласно новой системе, все пригородные маршруты, в зависимости от протяжённости, разбиваются на три зоны. Охват одной из них при поездке составляет 300 драмов, двух — 600 драмов, всех трёх — 1000 драмов. Для проезда на электропоездах ЭП2Д установлен тариф в 2500 драмов.

## Проекты развития пассажирского сообщения
- Ранее рассматривалась возможность открытия пригородного движения по участку Раздан — Иджеван, но этот проект был заморожен.
- Рассматривается возможность запуска электропоезда с соответствующим строительством железнодорожного участка из аэропорта Звартноц на железнодорожный вокзал Еревана, а также пуска электропоезда со станции Аршалуйс в Ереван. В будущем возможен запуск городской электрички, которая будет проходить в черте города Еревана.

#### Участки без пассажирского движения или с ограниченным его вариантом
- Участок Раздан — Дилижан не эксплуатируется, пассажирских перевозок на нём не осуществляется, до Дилижана эпизодически курсируют грузовые поезда[9]. Согласно сообщениям заместителя генерального директора ЮКЖД, рассматривается запуск движения пригородных электропоездов на Иджеван и Дилижан[10]. Также, в связи с оползнями и обвалами был полностью закрыт участок Дилижан — Иджеван, контактная сеть на участке почти полностью снята. В 2012 году прекращено движение грузовых поездов через Меградзорский тоннель.
- На ветке Гюмри — Пемзашен до 2013 года имелось пассажирское сообщение, представлявшее собой 2 пары электропоездов. На последнем перегоне ветки, Пемзашен — Маралик пассажирского сообщения никогда не было.
- На участке Ереван — Раздан — Севан — Шоржа осуществляется пассажирское сообщение в летний период[11].  До 2023 года этот поезд отправлялся с платформы Алмаст на севере Еревана.
- На участке Шоржа — Сотк пассажирское сообщение не осуществлялось
- На западном обходе Еревана (Масис — Нурнус) пассажирского сообщения никогда не было.
- Ведутся восстановительные работы на участке Гюмри — Ахурян. Этот участок возобновит деятельность в случае открытия границы с Турцией.

Все переходы в Азербайджан разобраны в связи с азербайджанской блокадой, которая продолжается со времён Первой карабахской войны по сегодняшний день.

### Статистическая информация
По состоянию на 2023 год, развёрнутая протяжённость железнодорожных путей Армении составляет 1252,5 км из которых 759,8 км — главные пути.
Провозная способность ЗАО «ЮКЖД»: 50 млн тонн и 5,5 млн пассажиров в год при функционировании всех четырёх стыков; пропускная способность только одной из стыковых станций Айрум составляет 18 пар поездов в сутки.
ЗАО «ЮКЖД» имеет 74 станции  (в эксплуатации находится 55), 4 из которых являются пограничными (из них, в свою очередь, работает только одна):
- Айрум — Садахло ( Грузия);
- Ахурян — Догукапи ( Турция) (не работает, но может быть восстановлена);
- Ерасх — Велидаг ( Азербайджан) (пограничный переход разобран в 1989 году, но может быть восстановлен);
- Иджеван — Бархударли ( Азербайджан) (пограничный переход разобран в 1989 году).

Подвижной состав и железнодорожные линии:
- ширина колеи 1520 мм;
- электрификация линии постоянным током 3 кВ 98 %;
- количество грузовых вагонов 1302 ед.;
- локомотивный парк 127 ед.;
- количество пассажирских вагонов 40 ед.;

## Проекты развития

### Реконструкция и неосуществленные проекты расширения сети

#### Проект линии Армения — Иран
Железная дорога Иран — Армения позволит Армении пользоваться альтернативным путём транспортировки энергоресурсов и других товаров, получив выход во внешний мир. Сейчас железнодорожные коммуникации Армении с зарубежными странами обеспечиваются только через территорию Грузии.
По данным министра транспорта, стоимость строительства железной дороги Армения — Иран в 2017 оценивалась в 3,2 млрд долларов. Расстояние будет составлять около 500 км в зависимости от выбранного варианта маршрута, а средняя скорость состава будет составлять 100 км/час.
Рассматривалось три варианта строительства железной дороги Армения—Иран.
1. Строительство железной дороги будет начинаться от станции Ерасх, которая расположена восточнее города Арарата, в одноименном марзе. Несмотря на то, что станция не является тупиковой. Ерасх является конечной станцией пригородных электропоездов на участке Ереван — Масис — Ерасх, далее через границу путь разобран. Согласно этому варианту, длина путей для строительства по территории Армении составит 443 км.
2. Строительство начнётся от станции Гагарин, которая расположена между городами Раздан и Севан, в марзе Гегаркуник на линии Ереван — Раздан — Сотк. Через станцию проходят товарные поезда, а летом имеется пригородное движение электропоездов, обеспечивающих отдыхающим из Еревана и его окрестностей доступ для отдыха на озере Севан. Длина путей от станции Гагарин до иранской границы составит 449 км, а строительство охватит города Севан, Гавар и Мартуни, и далее города Вайоц-Дзора и Сюника.
3. Строительство предлагается начать с предпоследней станции на тупиковой ветке Ереван — Раздан — Сотк, а именно со станции Варденис в городе Варденисе, который расположен на юго-востоке марза Гегаркуник. Через станцию Варденис проходят лишь товарные поезда. Длина путей по армянской территории со станции Варденис до границы с Ираном составит 397 км. Однако, по окончании строительства, в расчёте общего расстояния от иранской границы до Еревана, этот маршрут окажется самым длинным из перечисленных.

По территории Ирана будет построена ветка в 80 км от границы до станции Маранд, которая расположена на севере Ирана. Таким образом, общая длина строительства железной дороги составит в зависимости от выбранного варианта 523, 529 или 477 км. Основываясь на расчётах РЖД, председатель комиссии по финансово-кредитным и бюджетным вопросам заявил в ноябре 2017 года о нерентабельности строительства железной дороги Армения — Иран. В апреле 2019 года ответственный министр заявил, что строительство железной дороги в Иран не является приоритетом правительства.

#### Проект ветки Ванадзор — Фиолетово
История проекта строительства железной дороги Ванадзор — Фиолетово начинается в 1989 году, когда после разрушительного землетрясения в Армении Совет Министров СССР принял постановление, в котором, в частности, предусматривалось строительство данного участка железной дороги. В 1990 году проектный институт «Армгипротранс» составил технико-экономическое обоснование строительства, однако по причинам распада СССР, экономического кризиса и Карабахской войны, проект был отложен.
Сейчас, чтобы попасть из Алаверди в Дилижан по шоссейной дороге, нужно преодолеть 100 км, а переправлять груз из Алаверди в Дилижан по железной дороге приходится через Ереван. Получается лишний крюк в 400-450 км. Станция Фиолетово, расположенная на ветке Раздан — Дилижан — Иджеван, находится в 22-25 км от основной на сегодняшней день железнодорожной магистрали Ереван — Гюмри — Ванадзор — Айрум. Тогда было решено состыковать эти две ветки, проложив немногим более 20 км путей. В случае строительства данной железной дороги, расстояние из Еревана по железной дороге до грузинской границы составит 220 км, вместо 308 км нынешних, что позволит сэкономить 26 % на преодолении данного расстояния. В случае завершения армяно-азербайджанского конфликта и разблокирования границ с Турцией и Азербайджаном, данная ветка станет ближайшим железнодорожным путём из Азербайджана в Турцию через Казах — Иджеван — Дилижан — Фиолетово — Ванадзор — Гюмри — Карс.
Строительство ветки позволит замкнуть железнодорожное кольцо Армении, снизить себестоимость перевозок и увеличить пропускную способность армянской железной дороги. В первую очередь, Армения получит круговое железнодорожное движение, то есть она будет иметь замкнутое железнодорожное кольцо. Кроме того, Армянская железная дорога в отличие от азербайджанской имеет всего одну колею, а строительство второй колеи для Армении непосильно, поэтому строительство данной железнодорожной ветки позволит решить эту проблему.
Генеральный директор ЗАО «ЮКЖД» Шевкет Шайдуллин подчеркнул формирование проекта по эксплуатации направления Фиолетово — Ванадзор. Данный вопрос также обсуждался при встрече Премьер-министра Армении Тиграна Саркисяна с министром транспорта и связи Гургеном Саркисяном и генеральным директором ЗАО «ЮКЖД» Шевкетом Шайдуллиным. Проект, который сократил бы путь от Еревана до Тбилиси и дальше до черноморских портов на 112 км не реализован. Строительство должно было начаться ещё в 2011 году, но РЖД более чем в 2 раза повысило оценку стоимости осуществления проекта, доведя её в 2012 г. до $200-$250 млн.

#### Неосуществленный проект ветки Ереван — аэропорт Звартноц
Министерство транспорта и коммуникаций Армении совместно с Армянской железной дорогой разработало проект строительства новой скоростной железнодорожной линии, которая свяжет международный аэропорт Звартноц со станцией метро «Чарбах» в Ереване и с железнодорожной станцией Кармир Блур. Таким образом, предусматривалась интеграция железнодорожной системы Армении с Ереванским метрополитеном и аэропортом Звартноц. Этот проект также не был реализован.

#### Ахурян — Догукапи
Железная дорога Гюмри — Карс соединяющая нынешние Республику Армению и Турецкую Республику была построена ещё во время Российской империи, когда эта территория входила в её состав. По Карсскому договору, территория, на которой расположена данная железная дорога находилась на территории Армении, хотя это продолжалось недолго. После того, как к власти в Турции пришёл Кемаль Ататюрк, В. И. Ленин принял решение в качестве жеста доброй воли передать 30 000 км² из состава Армении в состав Турции, которую на тот момент Ленин считал коммунистической. После передачи территории, железнодорожные пути были перешиты с широкой на узкую колею. С 11 октября 1961 года действовало соглашение между правительствами СССР и Турции о прямом советско-турецком железнодорожном сообщении. Последний состав с грузами перешёл границу 6 июля 1993 года. Турция приняла в одностороннем порядке политическое решение закрыть границу с Республикой Арменией мотивируя свои действия Карабахской войной и поддержкой Азербайджана.
ЗАО «ЮКЖД» заявляло, что готово открыть движение по переходу Ахурян (Армения) — Догукапи (Турция), расположенному на железной дороге Гюмри — Карс. Ещё в 2008 году проводились определенные работы на приграничных с Турцией станциях Гюмри и Ахурян, в 2009 году специалисты компании дважды проверяли состояние путей на этом участке. На пограничном пропускном пункте «Алиджан» армяно-турецкой границы начались ремонтно-восстановительные работы.

## Галерея
- Джаджурский тоннель. Западная сторона, фотография начала XX века
- Участок в районе села Нор-Хачакап, Ширакская область
- Участок Армавир—Аракс
- Мост недалеко от Армавира
- Состав на линии Армавир—Аракс
- Ветка Ереван—Ерасх (участок Зод—Суренаван) на фоне малого Арарата
- Ветка Ереван—Ерасх (участок Зод—Суренаван)
- Участок в районе села Суренаван
- Ветка Ереван—Ерасх (участок Армаш—Ерасх)
- Недействующий участок Мегри-Агарак

### Станции
- Станция Ереван
- Станция Зод
- Станция Суренаван
- Станция Армаш
- Станция Ерасх
- Недействующая станция Капан
- Недействующая станция Мегри